# Водњика
Водњика или веновача један је од традиционалних старословенских и домаћих напитака у Србији, који је коришћен у исхрани и као окрепљујући напитак, који подиже имунитет организма, јер у себи има доста ензима, витамина и минерала. У данашње време је готово заборављен, нарочито у урбаним крајевима Србије.

## Опште информације
Водњика је вековима уназад омиљено „зимско пиће“ горштака, које су некада пили стари Славени, јер су сматрали напитком чудесне снаге и леком у доба јаке прехладе и других респираторних инфекција, јер у себи садржи витамин Ц и антиоксидансе (биљне киселине и лековите горке материје).
С обзиром да се водњика добија ферментацијом из лековитог биља и непрсканог воћа потпуно је природан напитак, без конзерванса и пестицида, са очуваним лековитим својствима биљака које у себи садржи, јер се термички не обрађује.
Народна веровања о лековитим својствима водњике
У народној медицини водњика се примењује као лековито средство:
- код проблема са мокрењем,
- код поремећаја пробаве (посебно затвора),
- за искашљавање код астме
- за убрзавање метаболизма, ко оних који су на кури мршављења,

Занимљиво је и да спада међу најбоље домаће лекове против мамурлука, јер како кажу у народу „клин се клином избија”. „Они који су је пробали тврде да после једне шоље водњике мамурлук буде као руком однесен.”

## Процес израде
Сировине за израду
Према традиционалној рецептури, водњика се припрема од воде, меда или жутог шећера  и више врста различитог воћа (зависности шта се тренутно може обезбедити), најчешће од: 
| - дивље јабуке, - крушке такише или оскоруше - шипурак, - клека, - шумске јагоде | - глогиње, - дрењине, - трњине - шумске купине - дивље трешње |

- Део воћа које се користи за израду водњике
- Дивља јабука
- Дивља крушка
- Шипурак
- Дрењина

Поступак
- Дивља јабука, дивља крушка, трњина, вења (клека), након брања треба опрати и са њега уклонити петељке и оштећене делове.
- Воће потом треба добро истуцати и помешати са водом (на 1 kg воћа дода се 2,5 литара воде), а према укусу може се додати мед или кашика шећера. Шећер или мед се додају да би се покренула ферментација. Након покретања ферментације убрзано се из воћа издвајају све здраве материје. Количина алкохола која се у том процесу ствара у напитку је око 1%.
- У добро опраном дрвеном или пластичном бурету покривеном крпом, водњику  треба оставити да огрезне и одстоји бар 40 дана, на собној температури.
- Тако направљену смесу треба благо притиснути опраним каменом (преко чисте крпе или памучне газе) да воће не би испливало на површину.

Препоруке
- Крушке требају бити такуше, што даје посебан квалитет напитку.
- Препоручује се да водњика у октобру или новембру, када има изобиље воћа, а и температуре су нешто ниже.
- Када водњика добије помало резак укус, правило је да колико водњике узмеш из посуде, толико воде додаш и онда она може да траје целе зиме.

## Својства производа
Када водњика сазри, она је ароматична, „рези”, кисело слаткастог укуса, освежавајућа и права ризница витамина, биљних киселина, опорих материја и других лековитих својстава из дивљег и непрсканог воћа. Како се прави од различитог воћа укус водњике зависиће од састава воћа. Иако настаје процесом врења водњика садржи малу количину алкохола, тако да ово пиће могу пити и деца. 

## Употреба
Водњика се употребљава тако што се пије једна чаша дневно, што је сасвим довољно да задовољи све потребе организма. По жељи ако је водњика прејака, може се разблажити водом, а ако превише рези може се додати још меда. 
Особама се повишеним крвним притиском није препоручљиво да конзумирају превише водњике јер има у себи мало алкохола (1%).

## Производња
Водњика се углавном припрема за личне потребе, али је у последње време присутна и на манифестацијама локалног карактера (Пршутијада, Ракијада итд.).
На Сајму етно хране и пића у Београду, предузеће „Ужички дукат” представило је овај стари традиционални производ, и изазвала интересовање посетилаца сајма и према постигнутом успеху овог ужичког произвођача, може се закључити да би унапређење технолошког поступка за флаширање водњике и интензивна промоција могли да помогну да овај производ заузме значајније место у туристичкој понуди Златиборског округа.